# The Name Game
 "The Name Game" é uma canção pop americana escrita e interpretada por Shirley Ellis como um jogo de rimas que cria variações no nome de uma pessoa.

## História
Foi escrito pela cantora americana Shirley Ellis com Lincoln Chase, e a gravação de Ellis, produzida por Charles Calello, foi lançada no final de 1964 como "The Name Game". Esse recorde foi para o número 3 na Billboard Hot 100, e número 4 nas paradas de R&B da Billboard em 1965. O disco foi relançado em 1966 e novamente em 1973. Enquanto o estoque de Ellis no comércio era novidade, ela não era uma maravilha de um só sucesso. Um sério cantor de R&B por 10 anos antes desse hit, Ellis também fez um álbum com "The Clapping Song (Clap Pat Clap)" (# 8 pop e # 16 R & B), e "The Nitty Gritty" (# 8 no Hot 100 e # 4 na tabela Cash Box R & B). Ellis apresentou "The Name Game" nos principais programas de televisão do dia, incluindo Hullabaloo, American Bandstand e The Merv Griffin Show. A canção mais tarde se tornou um cantor popular para crianças.
"The Name Game" foi gravado por dezenas de artistas nos anos seguintes, notavelmente Laura Branigan, cuja versão produzida por Jeff Lorber, aparecendo em seu álbum Touchde 1987, apresenta uma sala de aula de crianças da terceira série cantando.  Muitas vezes cobertos por desconhecimentos relativos em coleções de canções para crianças, outras versões de capa foram gravadas por artistas tão diversos (e exagerados ) quanto Dean Ford e Gaylords (1965), Divine (1980) e Soupy Sales (2002). A cantora brasileira Xuxa gravou uma versão brasileira música "Jogo da Rima", no álbum Sexto Sentido, em 1994. Em 1965, a cantora Olivia Molina gravou uma versão em espanhol, "Juego De Palabras". Em 1975, Anne Renée gravou "Un jeu d'fou" em francês. 
Em 1982, Stacy Lattisaw levou sua gravação rap de "Ataque do Jogo do Nome" para # 70 no Hot 100. Em 1990, Cree Summer Francks (como Elmyra) tocou uma versão cover da música em um episódio de Tiny Toon Adventures usando os nomes do Tiny Toons (exceto Plucky Duck's, como apontado nos créditos finais daquele episódio). Em 1993, essa música foi usada em comerciais de televisão para as refeições infantis do Little Caesar's Pizza com brinquedo grátis, interpretado por The Little Caesars, sequenciando os comerciais de "Wooly Bully" de 1992. A versão de Stacy foi testada por Mariah Carey em seu single de 1999, ''Heartbreaker", de seu álbum Rainbow . A personagem Irmã Jude (Jessica Lange) cantou sua versão da canção no episódio 10 da 2ª temporada de American Horror Story. Sheldon Cooper na Temporada 9 episódio 21 canta brevemente "The Name Game" em The Big Bang Theory . A  Any Malu fez a paródia "Qual é a Série", onde na música, os personagens tem que adivinha os nomes das séries através de siglas.

## Regras
Usando o nome Catie como exemplo, a música segue esse padrão:
Catie, Catie, bo-batie,
Bonana-fanna fo-fatie
Fee fi mo-matie
Catie!
Um verso pode ser criado para qualquer nome com ênfase na primeira sílaba, com X como o nome e Y como o nome sem o som da primeira consoante (se começar com uma consoante), como segue:
( X ), ( X ), bo-b ( Y )
Bonana-fanna fo-f ( Y )
Fee fi mo-m ( Y )
(X) !
E se o nome começar com b, f ou m, esse som simplesmente não será repetido. Por exemplo: Billy se torna "Billy Billy bo-illy "; Fred se torna "bonana fanna fo-red "; Marsha se torna "fee fi mo-arsha "
A música não dá nenhuma indicação do que fazer com nomes onde a entonação recai sobre uma sílaba após a primeira, como Renee, Maria ou Lebron.